# Liste des musées du Nord-Pas-de-Calais
La liste des musées du Nord-Pas-de-Calais répertorie plus de deux-cents musées dans le Nord-Pas-de-Calais. Parmi eux, 45 au moins sont labellisés Musée de France.
Cette page établit la liste des différents musées, lieux d'exposition, maisons à thème et parcs de la région Nord-Pas-de-Calais[pertinence contestée], classé par commune, département, avec leur adresse et leur coordonnées, et précisant la labellisation Musée de France.

## Une région riche en musées
La liste ci-dessous dresse une liste de 132 musées (91 dans le département du Nord, 41 dans le département du Pas-de-Calais) dont 48 labellisés Musée de France ce qui fait du Nord-Pas-de-Calais, la région de France la plus dense en musées, après Paris.

## Liste
| Musée                                                                                   | Commune                | Département   | Adresse                          | Coordonnées                 | Label                                     | Illustration                      |
| --------------------------------------------------------------------------------------- | ---------------------- | ------------- | -------------------------------- | --------------------------- | ----------------------------------------- | --------------------------------- |
| Musée de Notre-Dame-de-Lorette                                                          | Ablain-Saint-Nazaire   | Pas-de-Calais | Colline de Notre-Dame-de-Lorette | 50° 23′ 34″ N, 2° 42′ 48″ E |                                           | Image manquante                   |
| Historique de la Seconde Guerre mondiale                                                | Ambleteuse             | Pas-de-Calais |                                  | 50° 48′ 50″ N, 1° 36′ 23″ E |                                           | Image manquante                   |
| Musée Théophile-Jouglet                                                                 | Anzin                  | Nord          | 215 avenue Anatole-France        | 50° 22′ 20″ N, 3° 30′ 08″ E | Musée de France                           | Image manquante                   |
| Musée des beaux-arts d'Arras                                                            | Arras                  | Pas-de-Calais | 22 rue Paul-Doumer               | 50° 17′ 31″ N, 2° 46′ 25″ E | Musée de France                           |                                   |
| Musée de la colombophilie                                                               | Auchel                 | Pas-de-Calais | Boulevard de la Paix             | à géolocaliser              |                                           | Image manquante                   |
| Musée de la mine                                                                        | Auchel                 | Pas-de-Calais | 2ter Boulevard de la Paix        | 50° 29′ 54″ N, 2° 28′ 50″ E |                                           | Image manquante                   |
| Musée du Mur de l'Atlantique                                                            | Audinghen              | Pas-de-Calais | Batterie Todt                    | 50° 50′ 43″ N, 1° 36′ 02″ E |                                           | Image manquante                   |
| musée d'histoire et d'archéologie (w)                                                   | Avesnes-sur-Helpe      | Nord          |                                  | à géolocaliser              | Musée de France                           | Image manquante                   |
| Institut Villien                                                                        | Avesnes-sur-Helpe      | Nord          |                                  | à géolocaliser              |                                           | Image manquante                   |
| Centre historique médiéval                                                              | Azincourt              | Pas-de-Calais |                                  | à géolocaliser              |                                           | Image manquante                   |
| Musée Benoît-De-Puydt                                                                   | Bailleul               | Nord          | 24 rue du Musée                  | 50° 44′ 05″ N, 2° 44′ 04″ E | Musée de France                           |                                   |
| L'Info Histoire de Flandre                                                              | Bailleul               | Nord          | 1 rue Pharaon de Winter          | 50° 44′ 18″ N, 2° 43′ 53″ E |                                           |                                   |
| Forum antique                                                                           | Bavay                  | Nord          | Allée Chanoine-Biévelet          | 50° 17′ 55″ N, 3° 47′ 28″ E | Musée de France                           |                                   |
| Musée du marbre et de la pierre bleue                                                   | Bellignies             | Nord          | 8 rue Cotipont                   | 50° 19′ 53″ N, 3° 45′ 48″ E |                                           |                                   |
| Musée de France d'Opale Sud                                                             | Berck                  | Pas-de-Calais | 60, rue de l'Impératrice         | 50° 24′ 18″ N, 1° 34′ 04″ E | Musée de France                           | Image manquante                   |
| Musée du Mont-de-Piété                                                                  | Bergues                | Nord          | 1 rue du Mont-de-Piété           | 50° 58′ 09″ N, 2° 25′ 49″ E | Musée de France                           |                                   |
| Musée régional d'ethnologie                                                             | Béthune                | Pas-de-Calais |                                  | à géolocaliser              | Musée de France                           | Image manquante                   |
| Musée de la radio                                                                       | Boeschepe              | Nord          | 26 rue de Poperinghe             | à géolocaliser              |                                           | Image manquante                   |
| Musée de la Résistance                                                                  | Bondues                | Nord          | Chemin Saint Georges             | 50° 41′ 36″ N, 3° 05′ 11″ E |                                           |                                   |
| Musée de l'Ostrevant                                                                    | Bouchain               | Nord          | Rue d'Ostrevant                  | à géolocaliser              | Musée de France                           | Image manquante                   |
| Château-musée de Boulogne-sur-Mer                                                       | Boulogne-sur-Mer       | Pas-de-Calais | Rue de Bernet                    | 50° 43′ 32″ N, 1° 37′ 01″ E | Musée de France                           |                                   |
| Musée d'histoire naturelle                                                              | Boulogne-sur-Mer       | Pas-de-Calais | 113 Boulevard Eurvin             | 50° 43′ 25″ N, 1° 36′ 59″ E | Musée de France                           | Image manquante                   |
| Musée du Libertador San Martìn                                                          | Boulogne-sur-Mer       | Pas-de-Calais | 113 Grande Rue                   | 50° 43′ 29″ N, 1° 36′ 35″ E |                                           | Image manquante                   |
| Musée des Évolutions                                                                    | Bousies                | Nord          | 21 rue René-Ruelle               | 50° 09′ 07″ N, 3° 37′ 04″ E |                                           |                                   |
| Musée de la Colombophilie                                                               | Bouvignies             | Nord          |                                  | 50° 26′ 03″ N, 3° 14′ 41″ E |                                           |                                   |
| Musée Jean et Denise Letaille - Bullecourt 1917                                         | Bullecourt             | Pas-de-Calais | 1 bis, rue d'Arras               | 50° 11′ 30″ N, 2° 55′ 38″ E |                                           | Image manquante                   |
| Cité internationale de la dentelle et de la mode                                        | Calais                 | Pas-de-Calais | Quai du Commerce                 | à géolocaliser              | Musée de France                           | Image manquante                   |
| Musée des beaux-arts de Calais                                                          | Calais                 | Pas-de-Calais | 25, rue Richelieu                | 50° 57′ 24″ N, 1° 51′ 05″ E | Musée de France                           | Image manquante                   |
| Musée de mémoire 1939 - 1945                                                            | Calais                 | Pas-de-Calais | Parc Saint-Pierre                | à géolocaliser              |                                           | Image manquante                   |
| Musée de Cambrai                                                                        | Cambrai                | Nord          | 15 rue de l'Épée                 | 50° 10′ 23″ N, 3° 13′ 47″ E | Musée de France                           |                                   |
| Musée diocésain d'art sacré (Fermé au public)                                           | Cambrai                | Nord          |                                  | à géolocaliser              | Musée de France                           | Image manquante                   |
| Palais de l'univers et des sciences                                                     | Cappelle-la-Grande     | Nord          | Rue du Planétarium               | 50° 59′ 46″ N, 2° 21′ 58″ E |                                           |                                   |
| Cassel-Horizons                                                                         | Cassel                 | Nord          |                                  | à géolocaliser              |                                           | Image manquante                   |
| Musée de Flandre                                                                        | Cassel                 | Nord          | 26 Grand-Place                   | 50° 47′ 59″ N, 2° 29′ 10″ E | Musée de France                           |                                   |
| Musée Matisse du Cateau-Cambrésis                                                       | Cateau-Cambrésis       | Nord          | Palais Fénelon                   | 50° 06′ 23″ N, 3° 32′ 27″ E | Musée de France                           | Image manquante                   |
| Musée de la dentelle                                                                    | Caudry                 | Nord          |                                  | 50° 07′ 31″ N, 3° 24′ 42″ E | Musée de France                           |                                   |
| Musée d'Archéologie et d'Histoire locale                                                | Denain                 | Nord          | Place Wilson                     | 50° 19′ 39″ N, 3° 24′ 00″ E | Musée de France                           |                                   |
| Musée de la céramique                                                                   | Desvres                | Pas-de-Calais | Rue Jean-Macé                    | 50° 40′ 02″ N, 1° 50′ 28″ E | Musée de France                           |                                   |
| Musée de l'Abeille                                                                      | Diéval                 | Pas-de-Calais | 6 rue Monseigneur-Eloy           | à géolocaliser              |                                           | Image manquante                   |
| Musée de la Chartreuse                                                                  | Douai                  | Nord          | 130 rue des Chartreux            | 50° 22′ 29″ N, 3° 04′ 33″ E | Musée de France Monument historique       |                                   |
| Musée des sciences naturelles et d'archéologie                                          | Douai                  | Nord          | 191 rue Saint-Albin              | 50° 22′ 27″ N, 3° 04′ 36″ E |                                           | Image manquante                   |
| Musée archéologique Arkéos                                                              | Douai Râches           | Nord          |                                  | 50° 22′ 27″ N, 3° 04′ 36″ E |                                           | Image manquante                   |
| FRAC Nord-Pas-de-Calais                                                                 | Dunkerque              | Nord          | 530 Avenue des Bancs de Flandres | 51° 02′ 16″ N, 2° 23′ 56″ E |                                           | Image manquante                   |
| Musée des beaux-arts de Dunkerque                                                       | Dunkerque              | Nord          | Place du Général-de-Gaulle       | 51° 02′ 10″ N, 2° 22′ 53″ E | Musée de France                           | Image manquante                   |
| Musée portuaire                                                                         | Dunkerque              | Nord          | 9 quai de la Citadelle           | 51° 02′ 16″ N, 2° 22′ 18″ E | Musée de France                           |                                   |
| Lieu d'Art et Action contemporaine (LAAC)                                               | Dunkerque              | Nord          | Pont Lucien-Lefol                | 51° 02′ 46″ N, 2° 22′ 57″ E | Musée de France                           | Image manquante                   |
| Musée du Blockhaus d'Éperlecques                                                        | Éperlecques            | Pas-de-Calais | Rue du Sart, 62910               | 50° 43′ 45″ N, 2° 34′ 25″ E |                                           | Image manquante                   |
| Musée de la mine et des traditions populaires                                           | Escaudain              | Nord          | 10, rue Paul-Bert                | 50° 19′ 58″ N, 3° 20′ 40″ E | Musée de France                           |                                   |
| Musée Quentovic                                                                         | Étaples                | Pas-de-Calais | 8 place du Général-de-Gaulle     | 50° 30′ 50″ N, 1° 38′ 15″ E | Musée de France                           |                                   |
| Maréis                                                                                  | Étaples                | Pas-de-Calais | Boulevard Bigot-Descelers        | 50° 31′ 07″ N, 1° 37′ 49″ E |                                           |                                   |
| Musée de la marine d'Étaples                                                            | Étaples                | Pas-de-Calais | 70b boulevard de l'Impératrice   | 50° 30′ 56″ N, 1° 38′ 04″ E |                                           |                                   |
| Musée du Fort de Leveau                                                                 | Feignies               | Nord          |                                  | 50° 17′ 58″ N, 3° 56′ 30″ E |                                           |                                   |
| Musée des Bois Jolis                                                                    | Felleries              | Nord          | 18 rue de la Place               | 50° 08′ 39″ N, 4° 01′ 40″ E |                                           | Image manquante                   |
| Maison de notre histoire                                                                | Fenain                 | Nord          | Place de nos Fusillés            | 50° 21′ 59″ N, 3° 18′ 01″ E |                                           | Image manquante                   |
| Musée de la Faïence et de la Poterie                                                    | Ferrière-la-Petite     | Nord          | 1 cour des Potiers               | 50° 14′ 15″ N, 4° 01′ 14″ E |                                           | Image manquante                   |
| Écomusée de l'Avesnois                                                                  | Fourmies               | Nord          | Place Maria-Blondeau             | 50° 01′ 03″ N, 4° 02′ 34″ E | Musée de France                           |                                   |
| Musée du textile et de la vie sociale                                                   | Fourmies               | Nord          | Place Maria-Blondeau             | 50° 01′ 03″ N, 4° 02′ 34″ E |                                           |                                   |
| Musée de la vie rurale                                                                  | Fretin                 | Nord          | 1 ferme de la Place              | à géolocaliser              |                                           | Image manquante                   |
| Moulin-musée Wintenberger                                                               | Frévent                | Pas-de-Calais |                                  | à géolocaliser              |                                           |                                   |
| Musée d'art Louis-Ducatel                                                               | Frévent                | Pas-de-Calais |                                  | à géolocaliser              |                                           | Image manquante                   |
| Écomusée du Bommelaers-Wall (fermé definitivement)                                      | Ghyvelde               | Nord          |                                  | 50° 47′ 43″ N, 2° 38′ 36″ E |                                           |                                   |
| Musée de la vie frontalière                                                             | Godewaersvelde         | Nord          | 98 rue de Callicanes             | 51° 02′ 53″ N, 2° 28′ 48″ E |                                           | Image manquante                   |
| Musée du dessin et de l'estampe originale                                               | Gravelines             | Nord          | Château-arsenal                  | 50° 59′ 10″ N, 2° 07′ 24″ E | Musée de France                           | Image manquante                   |
| Musée de l'école et de la mine                                                          | Harnes                 | Pas-de-Calais | 20/24 rue de Montceau-les-Mines  | 50° 26′ 46″ N, 2° 54′ 22″ E | Musée de France                           | Image manquante                   |
| Musée d'histoire et d'archéologie                                                       | Harnes                 | Pas-de-Calais | 50 rue André-Déprez              | 50° 26′ 51″ N, 2° 54′ 38″ E |                                           | Image manquante                   |
| Maison de la typographie                                                                | Haspres                | Nord          |                                  | à géolocaliser              |                                           | Image manquante                   |
| Musée de l'Abbé-Lemire                                                                  | Hazebrouck             | Nord          | Square Saint-Éloi                | 50° 43′ 08″ N, 2° 32′ 09″ E |                                           |                                   |
| Musée des Augustins                                                                     | Hazebrouck             | Nord          | Place Georges-Degroote           | 50° 43′ 17″ N, 2° 32′ 04″ E | Musée de France                           |                                   |
| Coupole d'Helfaut                                                                       | Helfaut                | Pas-de-Calais |                                  | 50° 42′ 18″ N, 2° 14′ 37″ E |                                           |                                   |
| Musée de la Douane et des Frontières                                                    | Hestrud                | Nord          | 960 rue Nationale                | 50° 11′ 57″ N, 4° 09′ 15″ E |                                           |                                   |
| Musée de l'Hôtel de ville de Hondschoote                                                | Hondschoote            | Nord          |                                  | à géolocaliser              |                                           | Image manquante                   |
| Musée Ernest-Amas                                                                       | Landrecies             | Nord          | Place Arthur-Bonnaire            | 50° 07′ 31″ N, 3° 41′ 30″ E |                                           |                                   |
| Musée Dupleix                                                                           | Landrecies             | Nord          |                                  | 50° 07′ 31″ N, 3° 41′ 30″ E |                                           | Image manquante                   |
| Forteresse de Mimoyecques                                                               | Landrethun-le-Nord     | Pas-de-Calais | Rue de la Forteresse             | 50° 51′ 09″ N, 1° 45′ 32″ E |                                           | Image manquante                   |
| Musée Matisse du Cateau-Cambrésis                                                       | Le Cateau-Cambrésis    | Nord          | Place du commandant Richez       |                             |                                           |                                   |
| Louvre-Lens                                                                             | Lens                   | Pas-de-Calais | Fosse n° 9 des mines de Lens     | 50° 25′ 50″ N, 2° 48′ 12″ E |                                           |                                   |
| Centre historique minier                                                                | Lewarde                | Nord          | Rue d'Erchin                     | 50° 19′ 54″ N, 3° 10′ 21″ E | Musée de France                           |                                   |
| Centre d'art sacré contemporain                                                         | Lille                  | Nord          |                                  | à géolocaliser              |                                           |                                   |
| Hospice Comtesse                                                                        | Lille                  | Nord          | 32 rue de la Monnaie             | 50° 38′ 28″ N, 3° 03′ 47″ E | Musée de France Monument historique       |                                   |
| Maison natale de Charles de Gaulle                                                      | Lille                  | Nord          | 9 rue Princesse                  | 50° 38′ 46″ N, 3° 03′ 32″ E | Maisons des Illustres Monument historique |                                   |
| Maison de la photographie                                                               | Lille                  | Nord          | 18 rue Fremy                     | 50° 37′ 55″ N, 3° 05′ 07″ E |                                           | Image manquante                   |
| Musée des canonniers                                                                    | Lille                  | Nord          | 44 rue des Canonniers            | 50° 38′ 27″ N, 3° 04′ 10″ E |                                           |                                   |
| Musée d'histoire naturelle de Lille                                                     | Lille                  | Nord          | 19 rue de Bruxelles              | 50° 37′ 36″ N, 3° 04′ 00″ E | Musée de France                           |                                   |
| Palais des beaux-arts de Lille                                                          | Lille                  | Nord          | Place de la République           | 50° 37′ 50″ N, 3° 03′ 45″ E | Musée de France Monument historique       |                                   |
| Musée des jeux traditionnels                                                            | Loon-Plage             | Nord          | 645, rue Gaston Dereudre         | 50° 59′ 14″ N, 2° 13′ 15″ E |                                           |                                   |
| Sur les traces de la Grande Guerre                                                      | Loos-en-Gohelle        | Pas-de-Calais |                                  | à géolocaliser              |                                           | Image manquante                   |
| Musée d'histoire locale                                                                 | Marchiennes            | Nord          | Place Gambetta                   | 50° 24′ 29″ N, 3° 16′ 52″ E | Musée de France                           |                                   |
| Musée régional des télécommunications en Flandres                                       | Marcq-en-Barœul        | Nord          | 25 rue Raymond-Derain            | 50° 40′ 31″ N, 3° 05′ 28″ E |                                           | Image manquante                   |
| Musée agricole de Marles-sur-Canche                                                     | Marles-sur-Canche      | Pas-de-Calais |                                  | à géolocaliser              |                                           | Image manquante                   |
| Musée Henri-Boez (En cours de réhabilitation)                                           | Maubeuge               | Nord          |                                  | à géolocaliser              | Musée de France                           |                                   |
| Musée de la Douane                                                                      | Mortagne-du-Nord       | Nord          |                                  | à géolocaliser              |                                           | Image manquante                   |
| Musée d'art et d'histoire Roger-Rodière                                                 | Montreuil              | Pas-de-Calais | Place Saint-Walloy               | 50° 27′ 46″ N, 1° 45′ 50″ E | Musée de France                           |                                   |
| Musée des abeilles et de l'apiculture                                                   | Neuf-Berquin           | Nord          |                                  | à géolocaliser              |                                           | Image manquante                   |
| Musée militaire de la Targette                                                          | Neuville-Saint-Vaast   | Pas-de-Calais |                                  | à géolocaliser              |                                           | Image manquante                   |
| Musée d'histoire locale de Nieppe                                                       | Nieppe                 | Nord          |                                  | à géolocaliser              |                                           | Image manquante                   |
| Maison de la Bataille de la Peene                                                       | Noordpeene             | Nord          | 200, rue de la mairie            | 50° 48′ 27″ N, 2° 24′ 01″ E |                                           | Image manquante                   |
| Maison de la Chicorée                                                                   | Orchies                | Nord          | 25 rue Jules-Roch                | 50° 28′ 22″ N, 3° 14′ 36″ E |                                           | Image manquante                   |
| Maison du Terril                                                                        | Rieulay                | Nord          | 42 bis rue Suzanne-Lannoy        | 50° 22′ 36″ N, 3° 15′ 04″ E |                                           |                                   |
| Maison du marbre et de la géologie                                                      | Rinxent                | Pas-de-Calais |                                  | 50° 48′ 55″ N, 1° 45′ 43″ E |                                           | Image manquante                   |
| La Piscine - musée d'art et d'industrie André-Diligent                                  | Roubaix                | Nord          | 24 rue des Champs                | 50° 41′ 33″ N, 3° 10′ 03″ E | Musée de France                           |                                   |
| Maison Guillaume de Rubrouck                                                            | Rubrouck               | Nord          | 78 route de Broxeele             | 50° 50′ 20″ N, 2° 21′ 18″ E |                                           |                                   |
| Maison du Bocage                                                                        | Sains-du-Nord          | Nord          |                                  | 50° 05′ 32″ N, 4° 00′ 19″ E |                                           | Image manquante                   |
| Musée municipal de la tour abbatiale                                                    | Saint-Amand-les-Eaux   | Nord          |                                  | 50° 26′ 56″ N, 3° 25′ 43″ E | Musée de France                           |                                   |
| Villa Marguerite Yourcenar                                                              | Saint-Jans-Cappel      | Nord          | 2266 route du Parc               | à géolocaliser              | Maisons des Illustres                     | Image manquante                   |
| Musée de l'hôtel Sandelin                                                               | Saint-Omer             | Pas-de-Calais | 14 rue Carnot                    | 50° 44′ 59″ N, 2° 15′ 23″ E | Musée de France                           |                                   |
| Musée Henri-Dupuis (Fermé) Réouverture pour les journées européennes du patrimoine 2023 | Saint-Omer             | Pas-de-Calais |                                  | à géolocaliser              | Musée de France                           | Image manquante                   |
| Musée d'art et d'histoire Bruno-Danvin                                                  | Saint-Pol-sur-Ternoise | Pas-de-Calais |                                  | à géolocaliser              | Musée de France                           | Image manquante                   |
| Musée Jean-Charles-Cazin                                                                | Samer                  | Pas-de-Calais | Mairie                           | 50° 38′ 23″ N, 1° 44′ 44″ E | Musée de France                           | Image manquante                   |
| Maison de la nature                                                                     | Samer                  | Pas-de-Calais |                                  | à géolocaliser              |                                           | Image manquante                   |
| Musée du verre                                                                          | Sars-Poteries          | Nord          | 1 rue du Général-de-Gaulle       | 50° 09′ 51″ N, 4° 01′ 25″ E | Musée de France                           |                                   |
| Centre historique de la cavalerie et de l'artillerie au Fort de Seclin                  | Seclin                 | Nord          | Chemin du petit Fort             | 50° 33′ 21″ N, 3° 03′ 12″ E |                                           |                                   |
| Lens' 14 - 18 Centre d'Histoire Guerre et Paix                                          | Souchez                | Pas-de-Calais | 102, rue Pasteur                 | à géolocaliser              |                                           | Centre d'histoire Guerre et Paix. |
| Musée de la faune en Flandre                                                            | Steenvoorde            | Nord          |                                  | à géolocaliser              |                                           | Image manquante                   |
| Atelier des Gigottos automates                                                          | Steenvoorde            | Nord          |                                  | à géolocaliser              |                                           | Image manquante                   |
| Ferme des orgues                                                                        | Steenwerck             | Nord          | 2, rue de l'Hollebecque          | à géolocaliser              |                                           | Image manquante                   |
| Musée de la Vie Rurale                                                                  | Steenwerck             | Nord          | 49 rue du Musée                  | 50° 41′ 59″ N, 2° 46′ 15″ E |                                           | Image manquante                   |
| Moulin et musée rural du Steenmeulen                                                    | Terdeghem              | Nord          |                                  | 50° 48′ 02″ N, 2° 35′ 01″ E |                                           |                                   |
| Musée du Touquet-Paris-Plage - Édouard Champion                                         | Le Touquet-Paris-Plage | Pas-de-Calais | no 276 de l'avenue du Golf       | 50° 30′ 53″ N, 1° 36′ 30″ E | Musée de France                           |                                   |
| MUba Eugène Leroy                                                                       | Tourcoing              | Nord          | 2 rue Paul-Doumer                | 50° 43′ 28″ N, 3° 09′ 45″ E | Musée de France                           |                                   |
| Musée du 5 juin 1944                                                                    | Tourcoing              | Nord          | 4 bis, avenue de la Marne        | 50° 42′ 43″ N, 3° 09′ 18″ E |                                           | Image manquante                   |
| Musée-atelier du verre                                                                  | Trélon                 | Nord          | Rue Clavon-Collignon             | 50° 03′ 36″ N, 4° 06′ 14″ E |                                           |                                   |
| Musée des beaux-arts de Valenciennes                                                    | Valenciennes           | Nord          | Boulevard Watteau                | 50° 21′ 27″ N, 3° 31′ 51″ E | Musée de France                           |                                   |
| Château de Flers                                                                        | Villeneuve-d'Ascq      | Nord          | Chemin du Chat-Botté             | 50° 38′ 09″ N, 3° 07′ 58″ E | Monument historique                       |                                   |
| Lille Métropole Musée d'art moderne, d'art contemporain et d'art brut (LaM)             | Villeneuve-d'Ascq      | Nord          | 1 allée du Musée                 | 50° 38′ 16″ N, 3° 08′ 53″ E | Musée de France Monument historique       | Image manquante                   |
| Musée de l'école                                                                        | Villeneuve-d'Ascq      | Nord          | 109 rue de Babylone              | 50° 39′ 42″ N, 3° 08′ 39″ E |                                           | Image manquante                   |
| Musée des moulins                                                                       | Villeneuve-d'Ascq      | Nord          | Rue Albert-Samain                | 50° 38′ 15″ N, 3° 08′ 42″ E |                                           |                                   |
| Musée de plein air                                                                      | Villeneuve-d'Ascq      | Nord          | 143 rue Colbert                  | 50° 37′ 26″ N, 3° 10′ 52″ E |                                           | Image manquante                   |
| Musée du Terroir                                                                        | Villeneuve-d'Ascq      | Nord          | 12 carrière Delporte rue Pasteur | 50° 37′ 40″ N, 3° 09′ 07″ E |                                           | Image manquante                   |
| Musée des Arts et Traditions populaires                                                 | Wattrelos              | Nord          | 96 rue François-Mériaux          | 50° 41′ 56″ N, 3° 13′ 16″ E |                                           |                                   |
| Musée de la Poupée et du Jouet Ancien                                                   | Wambrechies            | Nord          | Château de Robersart             | 50° 41′ 09″ N, 3° 03′ 17″ E |                                           |                                   |
| Musée du cirque La Gardine                                                              | Wasquehal              | Nord          | 41 avenue de Flandres            | 50° 38′ 54″ N, 3° 06′ 29″ E |                                           |                                   |
| Musée Jeanne-Devos                                                                      | Wormhout               | Nord          | 17 rue de l'Église               | 50° 52′ 52″ N, 2° 28′ 01″ E |                                           | Image manquante                   |

## Associations autour des musées régionaux
- Fédération régionale des Amis des musées du Nord Pas-de-calais 
  - Créé en 1983, regroupe 18 associations régionales et environ 8000 membres
- Association des conservateurs des musées du Nord Pas-de-calais 
  - Créé en 1975, cette association regroupe 50 conservateurs et attachés de conservation d'une quarantaine de musées.

- Projet régional La Région des Musées
  - Créée en 2012 par le Conseil régional Nord-Pas-de-Calais, La Région des Musées est née, proposant une mise en lumière de l’offre muséale de l’ensemble du territoire à travers un concept commun, l’élaboration de services nouveaux, des outils et campagnes de promotion profitant à tous les musées. La Région des Musées permet ainsi de renforcer le rayonnement national, européen et international du Nord-Pas de Calais.